# Park Ji-sun
En aquest nom coreà, el cognom és Park.
Park Ji-sun (coreà: 박지선)  (Inchon, 3 de novembre de 1984 - Seül, 2 de novembre de 2020) va ser una comedianta i actriu sud-coreana.

## Biografia
Park va néixer el 13 de novembre de 1984 al districte de Bupyeong, Inchon. Va estudiar i es va graduar en la Universitat de Corea abans de decidir convertir-se en comedianta. Va debutar en 2007 a través del 22è termini de contractació oberta per a humoristes del Korean Broadcasting System. Va aparèixer per primera vegada en el segment de sketchs còmics de Gag Concert anomenat "Gag Warrior 300", que la va portar a l'atenció del públic i va guanyar el premi a la nova actriu en els KBS Entertainment Awards de 2007.
Park tenia una malaltia crònica de la pell i una al·lèrgia a la llum solar. També havia estat rebent tractament per una afecció mèdica no revelada i havia dit a un periodista durant una trucada telefònica el 23 d'octubre de 2020 que anava a operar-se i a centrar-se en recuperar-se al novembre.
Park va morir el 2 de novembre de 2020, a trenta-cinc anys. El pare de Park va telefonar a la policia al no poder posar-se en contacte amb ella ni amb la seva mare, ja que no responien als seus telèfons. La policia va trobar a Park i a la seva mare mortes a la seva casa de Seül. Es va deixar una nota d'una pàgina presumptament escrita per la mare de Park. A causa de la petició de la família, el contingut de la nota no s'ha fet públic i no es realitzarà l'autòpsia. Però, segons l'agència de notícies Yonhap, la nota deia que la mare de Park no podia deixar que la seva filla sofrís sola a causa de la seva malaltia. No s'ha revelat la causa de la mort, encara que la policia sospita que es tracta d'un suïcidi, ja que no hi ha proves d'actuació delictiva.